# 전이 쌍극자 모멘트

조화 진동자 전위에서 전자의 시간에 따라 달라지는 슈뢰딩거 방정식에 대한 세 가지 파동 함수 해법. 왼쪽: 파동 함수의 실수 부분(파란색)과 허수 부분(빨간색). 오른쪽: 특정 위치에서 입자를 찾을 확률. 맨 위 줄은 낮은 에너지의 에너지 고유 상태이고, 가운데 줄은 더 높은 에너지의 에너지 고유 상태이며, 맨 아래 줄은 이 두 상태를 혼합한 양자 중첩이다. 오른쪽 아래는 중첩 상태에서 전자가 앞뒤로 움직이는 것을 보여준다. 이 움직임은 진동하는 전기 쌍극자 모멘트를 유발하며, 이는 두 고유 상태 간의 전이 쌍극자 모멘트에 비례한다.

전이 쌍극자 모멘트(영어: Transition dipole moment) 또는 전이 모멘트(영어: transition moment)는 일반적으로 초기 상태 {\displaystyle m}에서 최종 상태 {\displaystyle n}으로의 전이에 대해 {\displaystyle \mathbf {d} _{nm}}으로 표기되며, 두 상태 간의 전이와 관련된 전기 쌍극자 모멘트이다. 일반적으로 전이 쌍극자 모멘트는 두 상태와 관련된 위상 요소를 포함하는 복소수 벡터 양이다. 그 방향은 전이의 편광을 나타내며, 이는 시스템이 주어진 편광의 전자기파와 어떻게 상호 작용하는지 결정하는 반면, 크기의 제곱은 시스템 내의 전하 분포로 인한 상호 작용 강도를 나타낸다. 전이 쌍극자 모멘트의 SI 단위는 쿨롬-미터(Cm)이며, 더 편리한 단위는 디바이(D)이다.

## 정의

### 단일 전하 입자
단일 전하 입자가 {\displaystyle |\psi _{a}\rangle }에서 {\displaystyle |\psi _{b}\rangle }로 상태를 변경하는 전이의 경우, 전이 쌍극자 모멘트 {\displaystyle {\text{(t.d.m.)}}}는 다음과 같다.
{\displaystyle ({\text{t.d.m. }}a\rightarrow b)=\langle \psi _{b}|(q\mathbf {r} )|\psi _{a}\rangle =q\int \psi _{b}^{*}(\mathbf {r} )\,\mathbf {r} \,\psi _{a}(\mathbf {r} )\,d^{3}\mathbf {r} }
여기서 q는 입자의 전하, r는 입자의 위치이며, 적분은 모든 공간에 걸쳐 있다({\textstyle \int d^{3}\mathbf {r} }은 {\textstyle \iiint dx\,dy\,dz}의 약어이다). 전이 쌍극자 모멘트는 벡터이다. 예를 들어 x-성분은 다음과 같다.
{\displaystyle ({\text{x-component of t.d.m. }}a\rightarrow b)=\langle \psi _{b}|(qx)|\psi _{a}\rangle =q\int \psi _{b}^{*}(\mathbf {r} )\,x\,\psi _{a}(\mathbf {r} )\,d^{3}\mathbf {r} }
다시 말해, 전이 쌍극자 모멘트는 입자의 전하를 곱한 위치 연산자의 비대각 행렬 요소로 볼 수 있다.

### 다중 전하 입자
전이가 두 개 이상의 전하 입자를 포함할 때, 전이 쌍극자 모멘트는 전기 쌍극자 모멘트와 유사한 방식으로 정의된다: 전하로 가중된 위치의 합. i번째 입자가 전하 qi와 위치 연산자 ri를 가진다면, 전이 쌍극자 모멘트는 다음과 같다.
{\displaystyle {\begin{aligned}({\text{t.d.m. }}a\rightarrow b)&=\langle \psi _{b}|(q_{1}\mathbf {r} _{1}+q_{2}\mathbf {r} _{2}+\cdots )|\psi _{a}\rangle \\&=\int \psi _{b}^{*}(\mathbf {r} _{1},\mathbf {r} _{2},\ldots )\,(q_{1}\mathbf {r} _{1}+q_{2}\mathbf {r} _{2}+\cdots )\,\psi _{a}(\mathbf {r} _{1},\mathbf {r} _{2},\ldots )\,d^{3}\mathbf {r} _{1}\,d^{3}\mathbf {r} _{2}\cdots \end{aligned}}}

### 운동량에 따른 정의
질량 m을 가진 단일 비상대론적 입자에 대해 자기장이 없는 경우, 두 에너지 고유 상태 ψa와 ψb 사이의 전이 쌍극자 모멘트는 다음 관계를 사용하여 운동량 연산자로 대체하여 쓸 수 있다.
{\displaystyle \langle \psi _{a}|\mathbf {r} |\psi _{b}\rangle ={\frac {i\hbar }{(E_{b}-E_{a})m}}\langle \psi _{a}|\mathbf {p} |\psi _{b}\rangle }
이 관계는 위치 x와 해밀토니언 H 사이의 교환 관계에서 출발하여 증명할 수 있다:
{\displaystyle [H,x]=\left[{\frac {p^{2}}{2m}}+V(x,y,z),x\right]=\left[{\frac {p^{2}}{2m}},x\right]={\frac {1}{2m}}(p_{x}[p_{x},x]+[p_{x},x]p_{x})={\frac {-i\hbar p_{x}}{m}}}
그러면
{\displaystyle \langle \psi _{a}|(Hx-xH)|\psi _{b}\rangle ={\frac {-i\hbar }{m}}\langle \psi _{a}|p_{x}|\psi _{b}\rangle }
하지만, ψa와 ψb가 에너지 Ea와 Eb를 가진 에너지 고유 상태라고 가정하면, 다음과 같이 쓸 수도 있다.
{\displaystyle \langle \psi _{a}|(Hx-xH)|\psi _{b}\rangle =(\langle \psi _{a}|H)x|\psi _{b}\rangle -\langle \psi _{a}|x(H|\psi _{b}\rangle )=(E_{a}-E_{b})\langle \psi _{a}|x|\psi _{b}\rangle }
y와 z에 대해서도 유사한 관계가 성립하며, 이들을 합치면 위 관계가 얻어진다.

## 고전적 쌍극자와의 유사성
전이 쌍극자 모멘트에 대한 기본적인 현상론적 이해는 고전적인 쌍극자와의 유사성을 통해 얻을 수 있다. 이 비교는 매우 유용할 수 있지만, 동일하다고 가정하는 함정에 빠지지 않도록 주의해야 한다.
두 개의 고전적인 점전하 {\displaystyle +q}와 {\displaystyle -q}의 경우, 음전하에서 양전하로 향하는 변위 벡터 {\displaystyle \mathbf {r} }가 있을 때, 전기 쌍극자 모멘트는 다음과 같이 주어진다.
{\displaystyle \mathbf {p} =q\mathbf {r} .}
전자기파로 인한 전기장이 존재할 때, 두 전하는 반대 방향으로 힘을 받게 되어 쌍극자에 순 돌림힘이 발생한다. 돌림힘의 크기는 전하의 크기와 전하 사이의 거리에 비례하며, 장과 쌍극자의 상대적인 각도에 따라 달라진다.
{\displaystyle \left|\mathbf {\tau } \right|=\left|q\mathbf {r} \right|\left|\mathbf {E} \right|\sin \theta .}
마찬가지로, 전자기파와 전이 쌍극자 모멘트 {\displaystyle \mathbf {d} _{nm}}를 가진 원자 전이 간의 결합은 원자 내 전하 분포, 전기장의 세기, 장과 전이의 상대적 편광에 따라 달라진다. 또한, 전이 쌍극자 모멘트는 초기 및 최종 상태의 기하학적 구조와 상대적 위상에 따라 달라진다.

## 기원
원자나 분자가 주파수 {\displaystyle \omega }의 전자기파와 상호 작용할 때, 전자기장과 전이 쌍극자 모멘트의 결합을 통해 에너지 차이 {\displaystyle \hbar \omega }의 초기 상태에서 최종 상태로 전이할 수 있다. 이 전이가 낮은 에너지 상태에서 높은 에너지 상태로 일어날 경우, 광자의 흡광이 발생한다. 높은 에너지 상태에서 낮은 에너지 상태로의 전이는 광자의 방출을 야기한다. 이 계산에서 전기 쌍극자 연산자에서 전하 {\displaystyle e}가 생략되면, 진동자 세기에서 사용되는 {\displaystyle \mathbf {R} _{\alpha }}가 얻어진다.

## 응용
전이 쌍극자 모멘트는 전이]]가 전기 쌍극자 상호작용 하에서 허용되는지 여부를 결정하는 데 유용하다. 예를 들어, 결합 {\displaystyle \pi } 오비탈에서 반결합 {\displaystyle \pi ^{*}} 오비탈로의 전이는 전이 쌍극자 모멘트를 정의하는 적분이 0이 아니기 때문에 허용된다. 이러한 전이는 짝 오비탈과 홀 오비탈 사이에서 발생한다. 쌍극자 연산자 {\displaystyle {\vec {\mu }}}는 {\displaystyle \mathbf {r} }의 홀함수이므로, 피적분 함수는 짝함수이다. 대칭 경계에 대한 홀함수의 적분은 0값을 반환하는 반면, 짝함수의 경우 반드시 그렇지는 않다. 이 결과는 전기 쌍극자 전이에 대한 반전성 선택규칙에 반영된다.
동일한 원자 오비탈 내의 전자 전이, 예를 들어 s-s 또는 p-p 전이의 전이 모멘트 적분
{\displaystyle \int \psi _{1}^{*}{\vec {\mu }}\psi _{2}d\tau ,}
은 삼중 적분이 ungerade(홀수) 곱을 반환하기 때문에 금지된다. 이러한 전이는 같은 오비탈 내에서 전자만 재분배하고 0을 반환한다. 삼중 적분이 gerade(짝수) 곱을 반환하면 전이가 허용된다.

## 같이 보기
- 위그너-에카르트 정리